# Martin Rost (Organist)
Martin Rost (* 1963 in Halle (Saale)) ist ein deutscher Organist.

## Leben

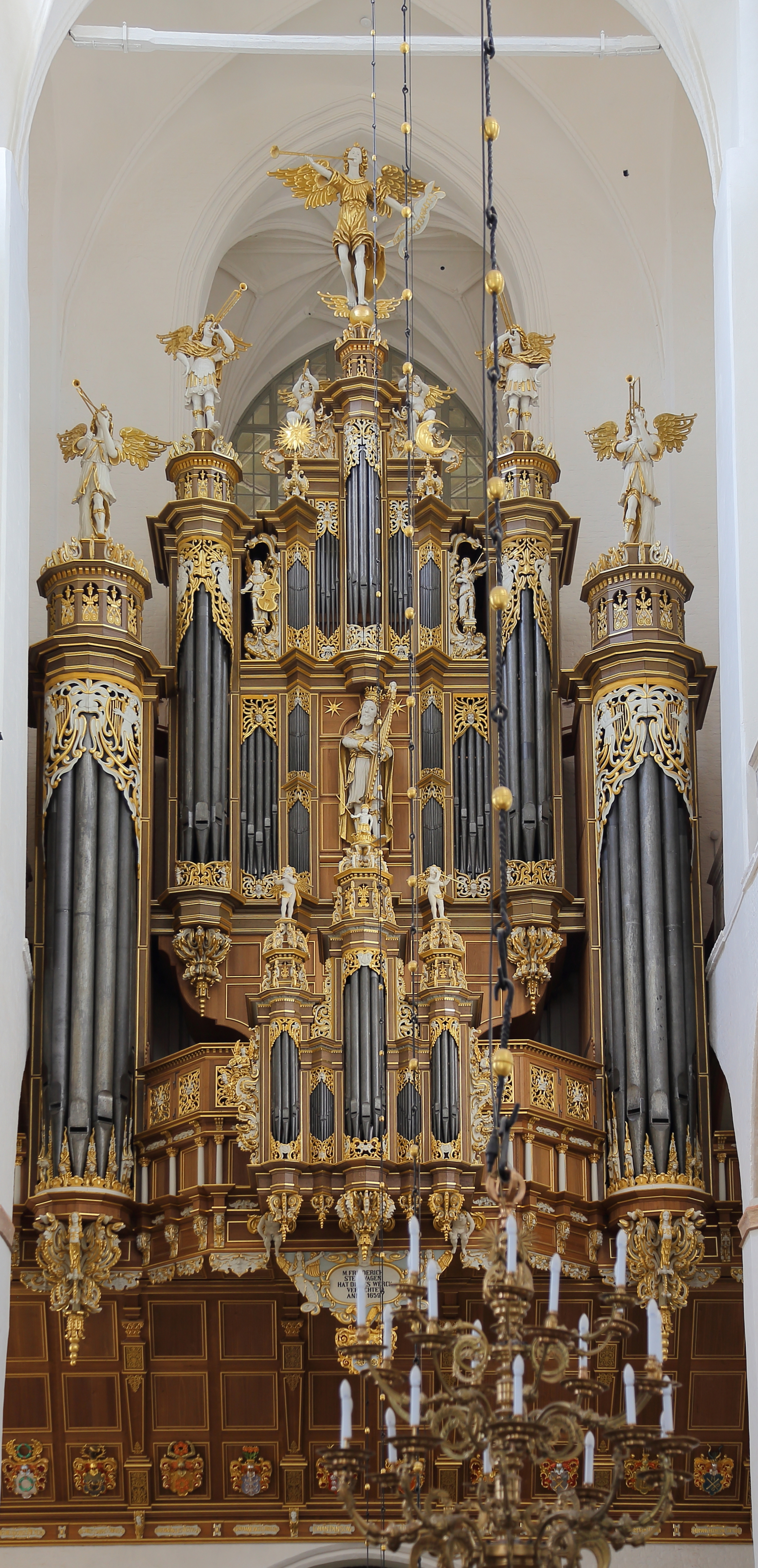
Stellwagen-Orgel von 1659 in Stralsund, St. Marien

Martin Rost studierte von 1983 bis 1989 an der Hochschule für Musik und Theater „Felix Mendelssohn Bartholdy“ Leipzig. Im Anschluss folgte eine Anstellung als Organist an der Konzerthalle Carl Philipp Emanuel Bach Frankfurt (Oder) (1989–1997). Hier initiierte er die Wilhelm-Sauer-Orgelfesttage. Im Jahr 1994 war er Jurymitglied von Jugend musiziert. Seit 1997 ist er Organist und Kantor an der St.-Marien-Kirche in Stralsund, die über eine frühbarocke Orgel von Friedrich Stellwagen von 1659 verfügt. 1998 rief er die Friedrich-Stellwagen-Orgeltage ins Leben. An der Ernst-Moritz-Arndt-Universität Greifswald unterrichtete er 1998/1999 am dort angesiedelten Institut für Kirchenmusik und Musikwissenschaft. An der Hochschule für Musik und Theater Rostock ist er seit dem Jahr 2000 Lehrbeauftragter für Künstlerisches Orgelspiel.
Als Orgelsachverständiger der Pommerschen Evangelischen Kirche und als Gründungsmitglied des „Baltischen Orgel Centrums“ Stralsund hat Rost die Restaurierung und Rekonstruktion von mehr als 80 historischen Orgeln begleitet. Seine internationale Konzerttätigkeit hat ihn in verschiedene Länder Europas und in die USA geführt.
Zahlreiche CD-Einspielungen, Rundfunk- und Fernsehaufnahmen widmen sich der Orgellandschaft von Mecklenburg und Vorpommern sowie des Baltikums. Zusammen mit Krzysztof Urbaniak veröffentlichte er 2013 die Choralvariationen des Danziger Komponisten Daniel Magnus Gronau und 2015 dessen Registriervorschriften, die die größte erhaltene Sammlung von Registrierungen des 18. Jahrhunderts darstellt.

## Schriften
- (mit Krzysztof Urbaniak): Die Registriervorschriften von Daniel Magnus Gronau’s Choralvariationen für Orgel. Eine Quelle zur Interpretation der norddeutschen Orgelmusik des 18. Jahrhunderts. Baltisches Orgel Centrum Stralsund, Kraków / Unum / Stralsund 2013, ISBN 9788376430980.
- (mit Krzysztof Urbaniak [Hrsg.]): Daniel Magnus Gronau: Choralvariationen für Orgel. Gesamtausgabe. 2 Bände. Ortus-Musikverlag, Beeskow 2015, ISMN 979-0-502340-37-7 (Suche im DNB-Portal).
- Orgeln in Frankfurt, Oder. Ein Beitrag zur Musikgeschichte der Stadt. Pape-Verlag, Berlin 1994, ISBN 3-921140-38-2.

## Diskografie (Auswahl)
- Die norddeutsche Orgelkunst. 4 CDs. Dabringhaus und Grimm, 2010–2014 (Orgeln in Lübeck, Danzig, Hamburg, Lüneburg).
- Danziger Barock 1. Sebastian Paschen, 2013 (Orgel in Pasłęk).
- (mit Krzysztof Urbaniak): Casparini-Orgel in der Pfarrkirche des hl. Johannes des Täufers zu Adakavas, Litauen. Baltisches Orgel Centrum, 2010.
- Stellwagen-Orgel (1659). Martin Rost spielt norddeutsche Orgelmusik. Evangelische Kirchengemeinde St. Marien Stralsund, 2009.
- Orgel-Portraits 5. Die Orgelbauergeneration Wagner, Migendt, Marx. Horst Brauner, 2009.
- Orgellandschaft, organ landscape Litauen. Dabringhaus und Grimm, 2009.
- Orgellandschaft, organ landscape Latvian. Dabringhaus und Grimm, 2008.
- Orgellandschaft, organ landscape Estland. Dabringhaus und Grimm, 2007.
- Tallinna Toomkirik. Dabringhaus und Grimm, 2006.
- Orgellandschaft, organ landscape Pommern. Dabringhaus und Grimm, 2004.
- Romantische Orgeln. 5 CDs. Classics CTH, 1992–1998 (Orgeln in Frankfurt/Oder, Sternberg, Libau, Ilmenau, Vyšší Brod).
- Orgellandschaft Mecklenburg. Martin Rost spielt an Orgeln in Basedow, Belitz, Blankenhagen, Güstrow, Jördenstorf, Neuburg, Neukirchen, Neustrelitz, Rostock, Schwerin, Sternberg und Zittow. Dabringhaus und Grimm, 1992.